# Tempelgården

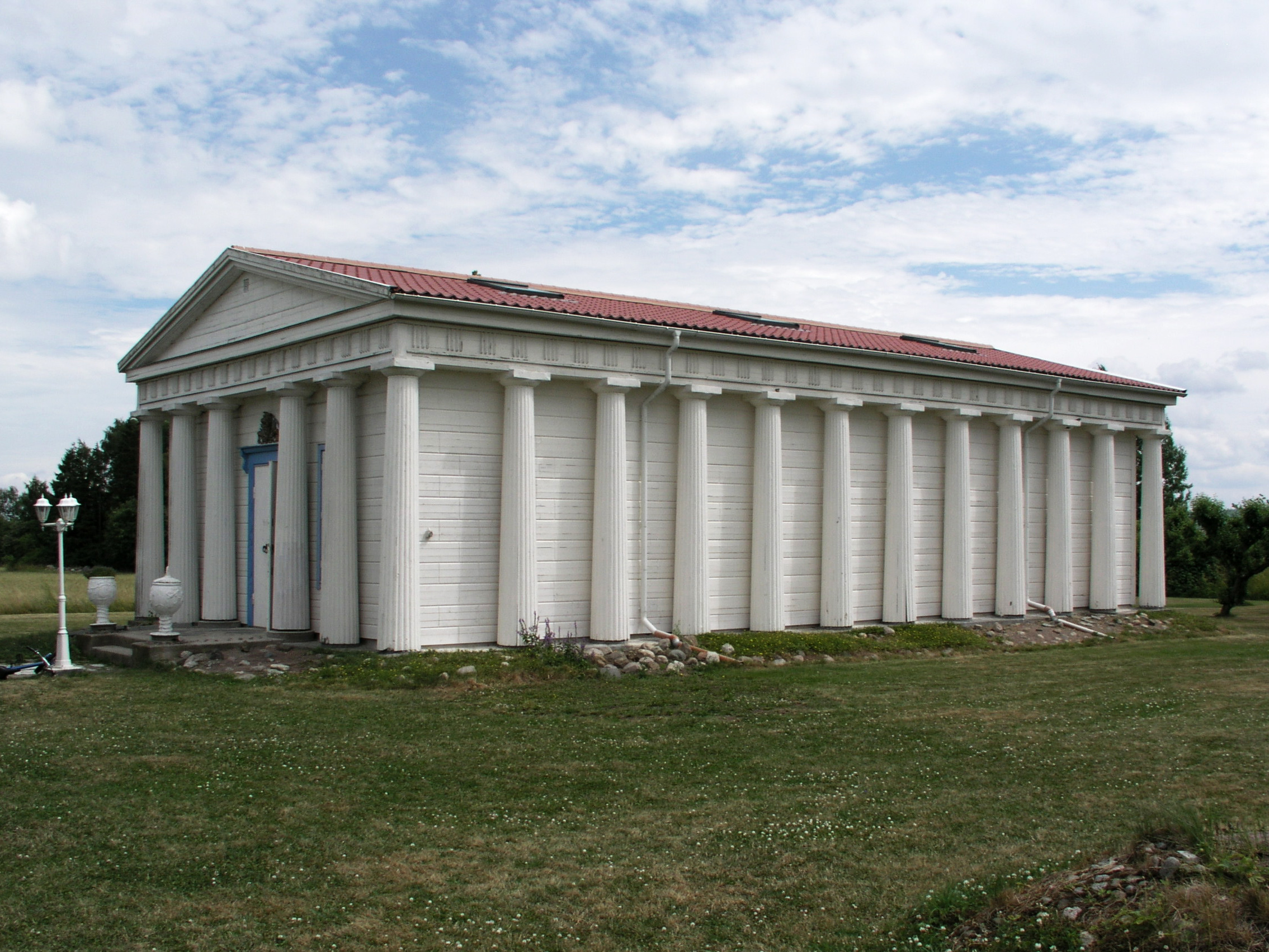
Tempelgården

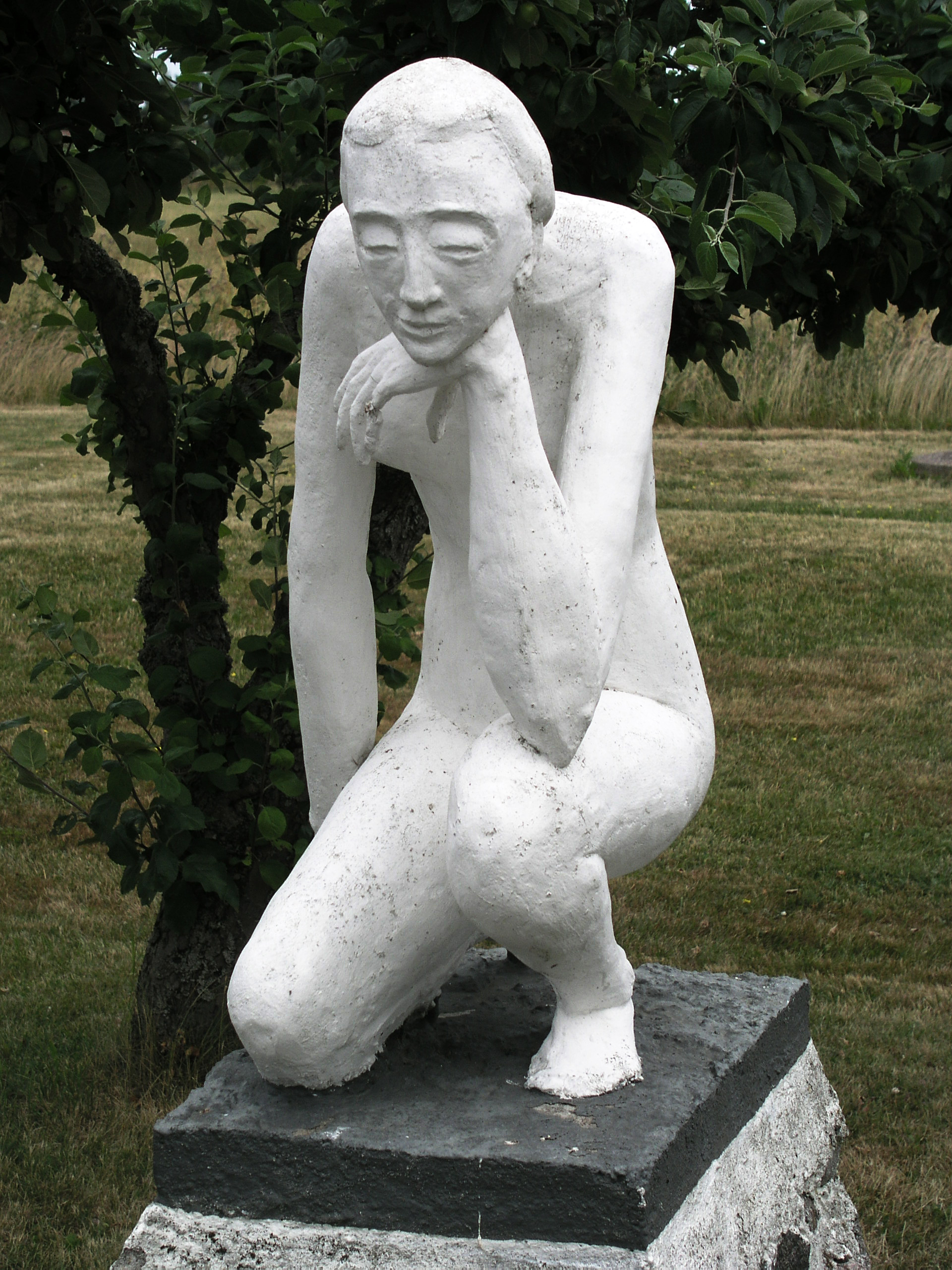
Skulptur i trädgårdsparken av Olle Krantz

Tempelgården är ett konstmuseum på Visingsö, som har skapats av visingsökonstnären Olle Krantz och visar många av hans verk. Tempelgården ligger i Säby, 5 km norr om Visingsö hamn. 
Byggnaden uppfördes till teosofernas världsfredskongress 1913, av Katherine Tingley. Tingley bedrev skolverksamhet i byggnaden 1925, en så kallad Raja-Yogaskola.
Katherine Tingley dog 1929, varefter skolan och teosofernas verksamhet på Visingsö lades ned. Templet var ursprungligen uppfört i Stigby. I samband med att byggnaden övertogs av museet, flyttades det till den nuvarande platsen i Säby.

## Tempelgården idag
I konsthallen visas ett 60-tal verk av Olle Krantz i en permanent utställning. Utanför museibyggnaden har en skulpturpark anlagts med konstverk av Olle Krantz. Tempelgården används i dag även för konferenser och möten samt bröllop och fest. På området finns en rad olika byggnader i olika former, med restaurangverksamhet och stuguthyrning.